# Jastrzębiec

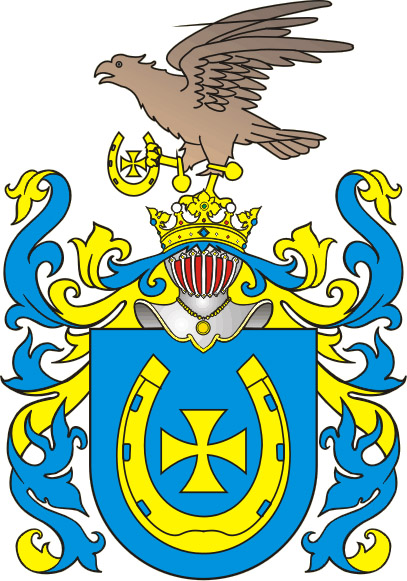
Stemma del clan Jastrzębiec

Jastrzebiec è un clan polacco menzionato per la prima volta nel 1319, ma le cui origini sono più lontane. Alcuni membri appartenevano alla nobiltà polacca.
Il clan ha avuto una notevole influenza nella politica polacco-lituano. Infatti, molti membri delle famiglie nel clan Jastrzebiec erano rappresentati al Sejm (il parlamento polacco, parlamento) ed rivestivano importanti funzioni all'interno dello Stato polacco. Una decina di famiglie del clan avevano il titolo di conte o barone, come i Conti Litwicki.

## Membri notabili
- Wojciech Jastrzębiec (1362-1436)
- Andrzej Frycz Modrzewski (1503-1572)
- Stanislao Konarski (1700-1773)
- János Konrád Burchard von Bélavary de Sycava (1748-1828)
- Józef Ignacy Kraszewski (1812-1887)
- Władysław Taczanowski (1819-1890)
- Xawery Czernicki (1882-1940)
- Edmund Taczanowski (1822-1879)
- Józef Paczoski (1864-1942)
- Bronisław Malinowski (1884-1942)
- Elfi von Dassanowsky (1924-2007)
- Casa Gonzaga (duca di Mantova, marchese di Mirów)
- Conrad Swan (1924)

Nella narrativa:
- Jan Skrzetuski, personaggio creato dal romanziere polacco Henryk Sienkiewicz